# Hokuriku Shinkansen
Hokuriku Shinkansen (北陸新幹線 (Bắc Lục Tân Cán Tuyến)) là một tuyến shinkansen (đường sắt cao tốc) được liên kết vận hành bởi Công ty đường sắt Đông Nhật Bản (JR East) và Công ty đường sắt Tây Nhật Bản (JR West), kết nối Tokyo với Kanazawa nằm ở vùng Hokuriku của Nhật Bản. Đoạn đầu tiên nối Takasaki và Nagano ở tỉnh Nagano được khánh thành vào ngày 1 tháng 10 năm 1997, vốn có tên cũ là Nagano Shinkansen (長野新幹線 (Trường Dã Tân Cán Tuyến)) (từ Takasaki tới Tokyo được phục vụ bởi tuyến Joetsu Shinkansen). Tuyến được mở rộng tới Toyama ở tỉnh Toyama và Kanazawa ở tỉnh Ishikawa hoàn thành vào ngày 14 tháng 3 năm 2015. Việc mở rộng tới Fukui và Tsuruga ở tỉnh Fukui được bắt đầu vào năm 2012, và dự kiến hoàn thành vào năm tài chính 2022. Đoạn cuối cùng kéo dài tới Shin-Osaka được thông qua kế hoạch vào ngày 20 tháng 12 năm 2016 có tên là lộ trình Obama - Kyoto, được kì vọng sẽ khởi công vào năm 2030 và mất 15 năm để hoàn thành.

## Tên của các đoàn tàu - dịch vụ trên tuyến
Từ tháng 3 năm 2015, các dịch vụ được chia thành bốn loại, với các tàu có tên dưới đây. Các tàu dùng chung ray với tuyến Jōetsu Shinkansen và Tohoku Shinkansen đoạn giữa Tokyo và Takasaki.
- Kagayaki: Tokyo - Kanazawa, chỉ dừng ở một số ga lớn, bắt đầu từ 14 tháng 3 năm 2015
- Hakutaka: Tokyo - Kanazawa, hầu như dừng ở tất cả các ga, bắt đầu từ 14 tháng 3 năm 2015
- Tsurugi: Toyama - Kanazawa, dừng ở tất cả các ga, bắt đầu từ 14 tháng 3 năm 2015
- Asama: Tokyo - Nagano, hầu như dừng ở tất cả các ga, tương ứng với tuyến Nagano Shinkansen trước đó được khánh thành năm 1997

Tàu Nagano Shinkansen Asama ra mắt năm 1997 đã thay thế cho các chuyến tốc hành hữu hạn (limited express) của Tuyến Shin'etsu Chính cũng có tên là Asama, mà trước đây phải mất 2 giờ 50 phút để đi từ Tokyo (Ga Ueno) tới Nagano. Do có tuyến Shinkansen, phần tuyến từ Yokokawa tới Karuizawa được dừng hoạt động, trong đó có bao gồm cả đoạn leo núi Usui Pass vốn phải cần tới động cơ tăng cường (bank engine) trên toàn bộ tất cả các tàu.

## Danh sách nhà ga
| Tên ga                                               | Hán tự            | Khoảng cách tính từ Takasaki (km) | Có thể chuyển tuyến | Vị trí              | Vị trí            |
| Tohoku Shinkansen                                    | Tohoku Shinkansen | Tohoku Shinkansen                 | Tohoku Shinkansen | Tohoku Shinkansen   | Tohoku Shinkansen |
| ---------------------------------------------------- | ----------------- | --------------------------------- | --- | ------------------- | ----------------- |
| Tokyo                                                | 東京              | -108,6                            | - Tokaido Shinkansen - JC Tuyến Chūō - JK Tuyến Keihin-Tōhoku - JE Tuyến Keiyō - JO Tuyến Yokosuka - JO Tuyến Sōbu (Tốc hành) - JT Tuyến Tōkaidō Chính - JU Tuyến Ueno–Tokyo (Utsunomiya, Takasaki, Tuyến Jōban) - JY Tuyến Yamanote - M Tuyến Tokyo Metro Marunouchi (M-17) | Chiyoda             | Tokyo             |
| Ueno                                                 | 上野              | -105                              | - JJ Tuyến Jōban (Tốc hành) - JK Tuyến Keihin-Tōhoku - JU Tuyến Takasaki - JU Tuyến Utsunomiya - JY Tuyến Yamanote - G Tuyến Tokyo Metro Ginza (G-16) - H Tuyến Tokyo Metro Hibiya (H-17) - KS Tuyến Keisei Chính (Keisei Ueno)                                              | Taitō               | Tokyo             |
| Ōmiya                                                | 大宮              | -77,3                             | - Tohoku Shinkansen - JK Tuyến Keihin-Tōhoku - JA Tuyến Saikyō - JS Tuyến Shōnan-Shinjuku - JU Tuyến Takasaki - JU Tuyến Utsunomiya - ■ Tuyến Kawagoe - ■Tuyến New Shuttle - TD Tuyến Tobu Urban Park                                                                        | Ōmiya-ku, Saitama   | Saitama           |
| Joetsu Shinkansen                                    |                   |                                   | |                     |                   |
| Ōmiya                                                | 大宮              |                                   | | Ōmiya-ku, Saitama   | Saitama           |
| Kumagaya                                             | 熊谷              | -40,7                             | - ■ Tuyến Chichibu Chính - ■ Tuyến Takasaki | Kumagaya            | Saitama           |
| Honjō-Waseda                                         | 本庄早稲田        | -19,6                             | | Honjō               | Saitama           |
| Takasaki                                             | 高崎              | 0.0                               | - ■ Tuyến đường sắt điện Joshin - ■ Tuyến Agatsuma - ■ Tuyến Hachiko - ■ Tuyến Joetsu - ■ Tuyến Ryomo - ■ Tuyến Shinetsu Chính - ■ Tuyến Takasaki | Takasaki            | Gunma             |
| Hokuriku Shinkansen                                  |                   |                                   | |                     |                   |
| Takasaki                                             | 高崎              |                                   | | Takasaki            | Gunma             |
| Annaka-Haruna                                        | 安中榛名          | 18,5                              | | Annaka              | Gunma             |
| Karuizawa                                            | 軽井沢            | 41,8                              | Tuyến Shinano Railway | Karuizawa, Kitasaku | Nagano            |
| Sakudaira                                            | 佐久平            | 59,4                              | ■ Tuyến Koumi | Saku                | Nagano            |
| Ueda                                                 | 上田              | 84,2                              | - Tuyến đường sắt Shinano - Tuyến Ueda Electric Railway Bessho | Ueda                | Nagano            |
| Nagano                                               | 長野              | 117,4                             | - ■ Tuyến Iiyama - ■ Tuyến Shinetsu Chính - Tuyến Shinano Railway Kita-Shinano - Tuyến Nagano Electric Railway Nagano | Nagano              | Nagano            |
| Iiyama                                               | 飯山              | 147,3                             | ■ Tuyến Iiyama | Iiyama              | Nagano            |
| Jōetsumyōkō                                          | 上越妙高          | 176,9                             | Tuyến ETR Myōkō Haneuma | Jōetsu              | Niigata           |
| Itoigawa                                             | 糸魚川            | 213,9                             | - ■ Tuyến Ōito - Tuyến ETR Nihonkai Hisui | Itoigawa            | Niigata           |
| Kurobe-Unazukionsen                                  | 黒部宇奈月温泉    | 253,1                             | Tuyến đường sắt Toyama Chihō Chính | Kurobe              | Toyama            |
| Toyama                                               | 富山              | 286,9                             | - Tuyến Takayama Chính - Tuyến đường sắt Ainokaze Toyama - Tuyến Toyama Light Rail Toyamako (Toyamaeki-Kita - Tuyến Toyama Chiho Railway Fujikoshi, Tuyến Chính, Tuyến Tateyama (Dentetsu-Toyama) - Tuyến xe điện Toyama City (Toyama-Ekimae)                                | Toyama              | Toyama            |
| Shin-Takaoka                                         | 新高岡            | 305,8                             | ■ Tuyến Jōhana | Takaoka             | Toyama            |
| Kanazawa                                             | 金沢              | 345,4                             | - ■ Tuyến Hokutetsu Asanogawa (Kanazawa) - ■ Tuyến Hokuriku Chính - Tuyến đường sắt IR Ishikawa - ■ Tuyến Nanao | Kanazawa            | Ishikawa          |
| Đang xây dựng; dự kiến mở cửa vào năm tài chính 2022 |                   |                                   | |                     |                   |
| Komatsu                                              | 小松              | 372,6                             | ■ Tuyến Hokuriku Chính | Komatsu             | Ishikawa          |
| Kagaonsen                                            | 加賀温泉          | 387,2                             | ■ Tuyến Hokuriku Chính | Kaga                | Ishikawa          |
| Awaraonsen                                           | 芦原温泉          | 403,4                             | ■ Tuyến Hokuriku Chính | Awara               | Fukui             |
| Fukui                                                | 福井              | 421,4                             | - Tuyến Katsuyama Eiheiji - Tuyến Mikuni Awara - Tuyến Fukubu (Fukui-eki) - ■ Tuyến Etsumi-Hoku (Tuyến Kuzuryū) - ■ Tuyến Hokuriku Chính | Fukui               | Fukui             |
| Echizen-Takefu                                       | 越前たけふ        | 440,4                             | | Echizen             | Fukui             |
| Tsuruga                                              | 敦賀              | 466,1                             | - A B Tuyến Hokuriku Chính - ■ Tuyến Obama | Tsuruga             | Fukui             |
| (Đoạn giữa Tsuruga và Shin-Osaka chưa hoàn thành.)   |                   |                                   | |                     |                   |

- Ranh giới phân định giữa JR East và JR West là ở phía Bắc của Ga Jōetsumyōkō.
- Các ga in nghiêng hiện không hoạt động.

1. 1 2  Mặc dù bến cuối chính thức của Tuyến Ryōmō là Shin-Maebashi và của Tuyến Agatsuma là Shibukawa, nhưng các tàu của 2 tuyến này đều chạy tiếp nối (chuyển tuyến nhưng giữ nguyên tàu) tới Takasaki.
2. ↑  Mặc dù bến cuối chính thức của Tuyến Iiyama là Toyono, nhưng các tàu của tuyến này đều chạy tiếp nối (chuyển tuyến nhưng giữ nguyên tàu) tới Nagano.

## Thế hệ tàu
- E7 series 12 toa "F sets" (từ 15 tháng 3 năm 2014)[4]
- W7 series 12 toa "W sets" (từ 14 tháng 3 năm 2015)

Thời kì đầu của tuyến Nagano Shinkansen, các tàu được sử dụng là JR East thế hệ E2 series 8 toa. Một bộ 17 tàu mới thế hệ E7 series 12 toa được gia nhập vào tháng 3 năm 2014, và tiếp đó là 10 tàu JR West thế hệ W7 series 12 toa được ra mắt tháng 3 năm 2015. Các tàu cũ E2 series được cho nghỉ hưu trên toàn tuyến Hokuriku Shinkansen từ ngày 31 tháng 3 năm 2017.

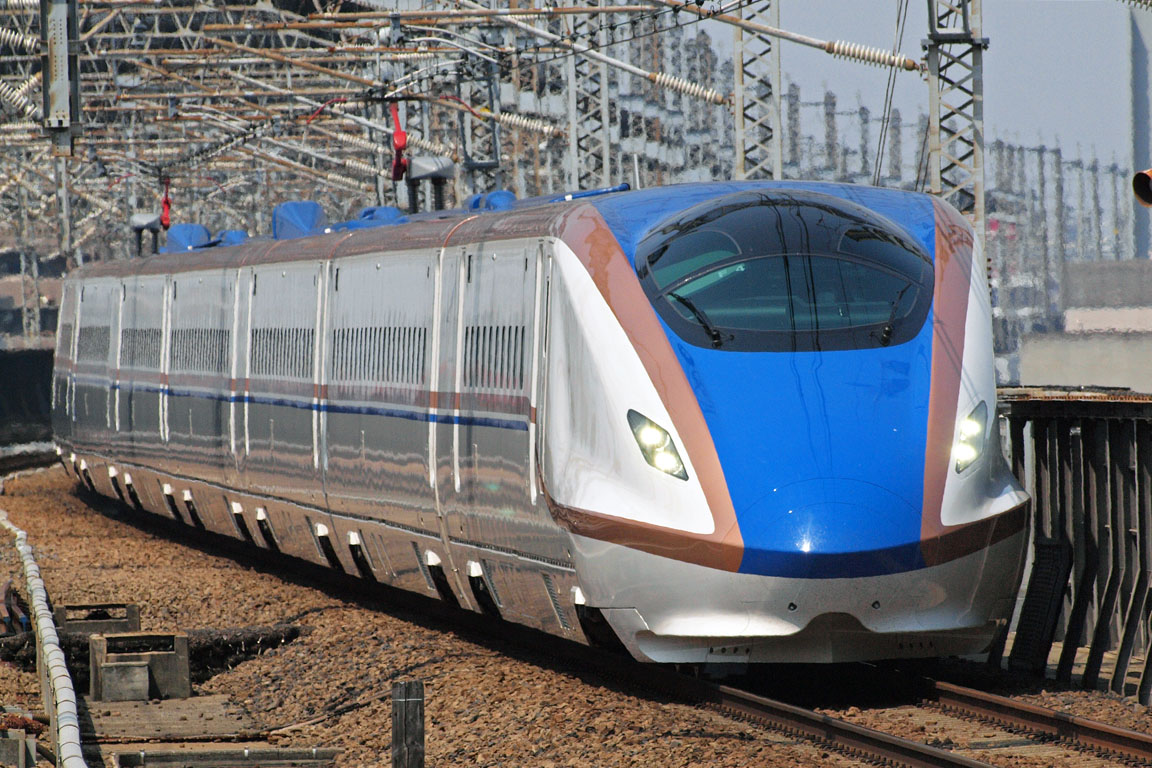
Một tàu thế hệ E7 series, tháng 4 năm 2014

### Thế hệ tàu quá khứ
- E2 series 8 toa bộ "N", chỉ hoạt động đoạn Tokyo - Nagano Asama
- E2 series 8 toa bộ "J"
- E4 series 8 toa bộ "P50/P80" có tên riêng là Max Asama
- 200 series 12 toa bộ F80 chỉ hoạt động trong tháng 2 năm 1998

Thế hệ E2 series 8 toa bộ "J" ban đầu, chủ yếu được sử dụng cho Tohoku Shinkansen và cũng được sử dụng cho một vài chuyến Asama cho đến khi được kéo dài trở thành 10 toa. Một biến thể đặc biệt của tàu 200 series, mang số hiệu F80, được sử dụng tăng cường cho các chuyến Asama và tháng 2 năm 1998 trong kỳ Thế vận hội Mùa đông 1998 được tổ chức tại Nagano. Các tàu được thiết kế để hoạt động được với dòng xoay chiều 25 kV ở cả tần số 50 Hz và 60 Hz từ dây cấp điện cao thế phía trên, kết hợp các biện pháp tối ưu trọng lượng để đảm bảo giới hạn tải trọng trục 16 tấn, và bao gồm các thiết bị kiểm soát bổ sung để hoạt động được ở địa hình có độ dốc 30‰ của tuyến Nagano Shinkansen. Tốc độ tối đa được giới hạn là 210 km/h (130 mph). Chuyến cuối cùng còn sử dụng tàu 8 toa thế hệ E2 series là ngày 31 tháng 3 năm 2017, kể từ đây tất cả các chuyến Asama đều sử dụng đội tàu thế hệ E7 và W7.

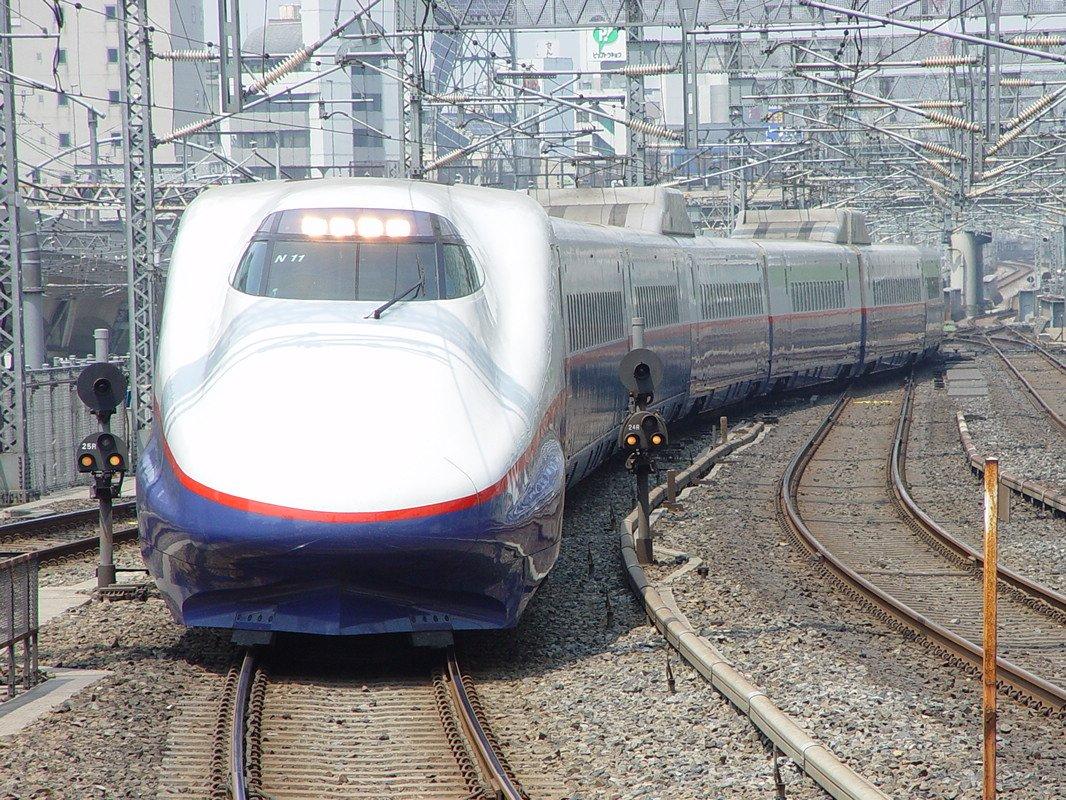
Một tàu truyên tuyến Nagano Shinkansen thế hệ E2 series bộ "N" vào tháng 6 năm 2002
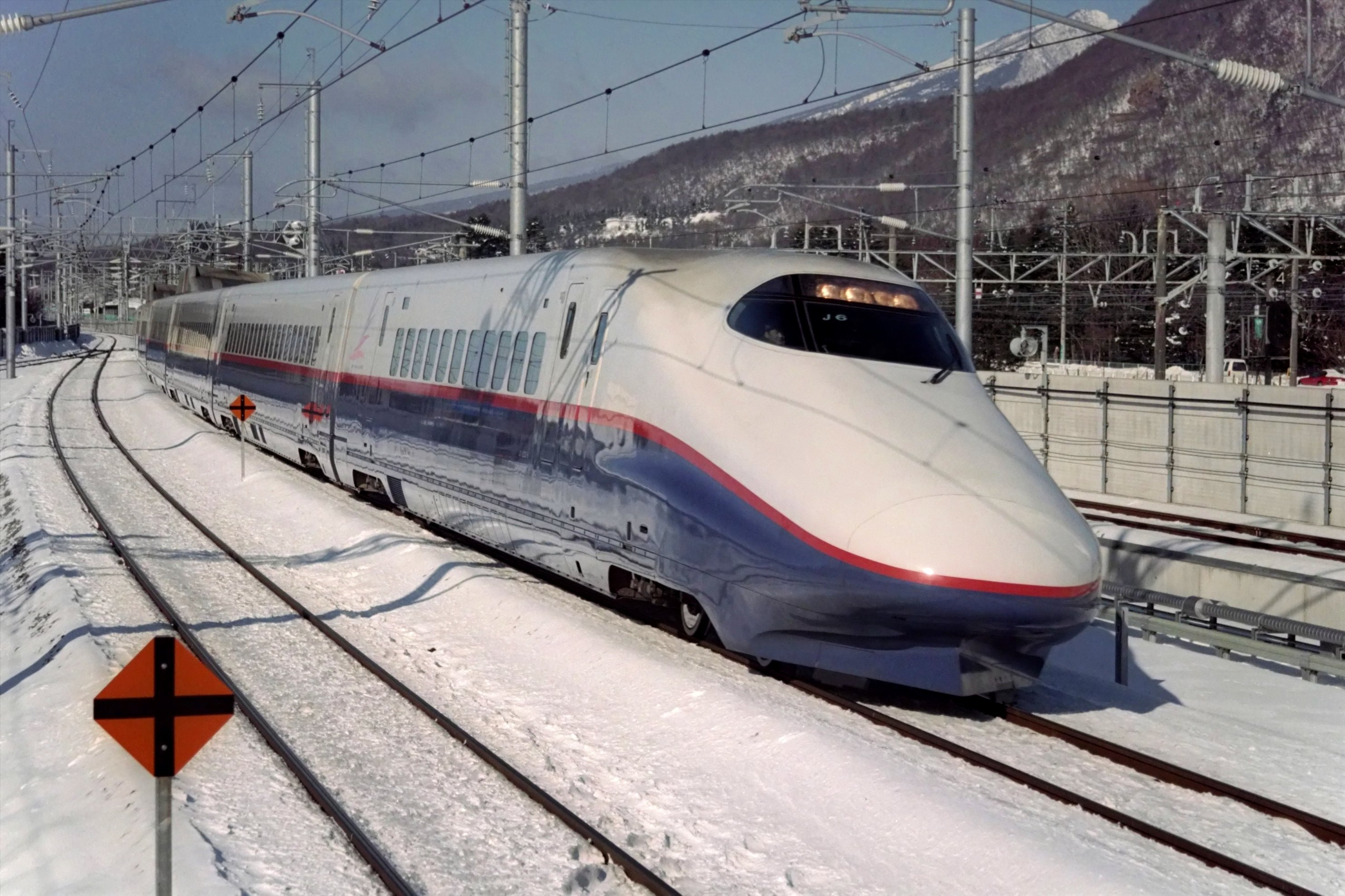
Một tàu trên tuyến Nagano Shinkansen thế hệ E2 series bộ "J" vào tháng 2 năm 1998
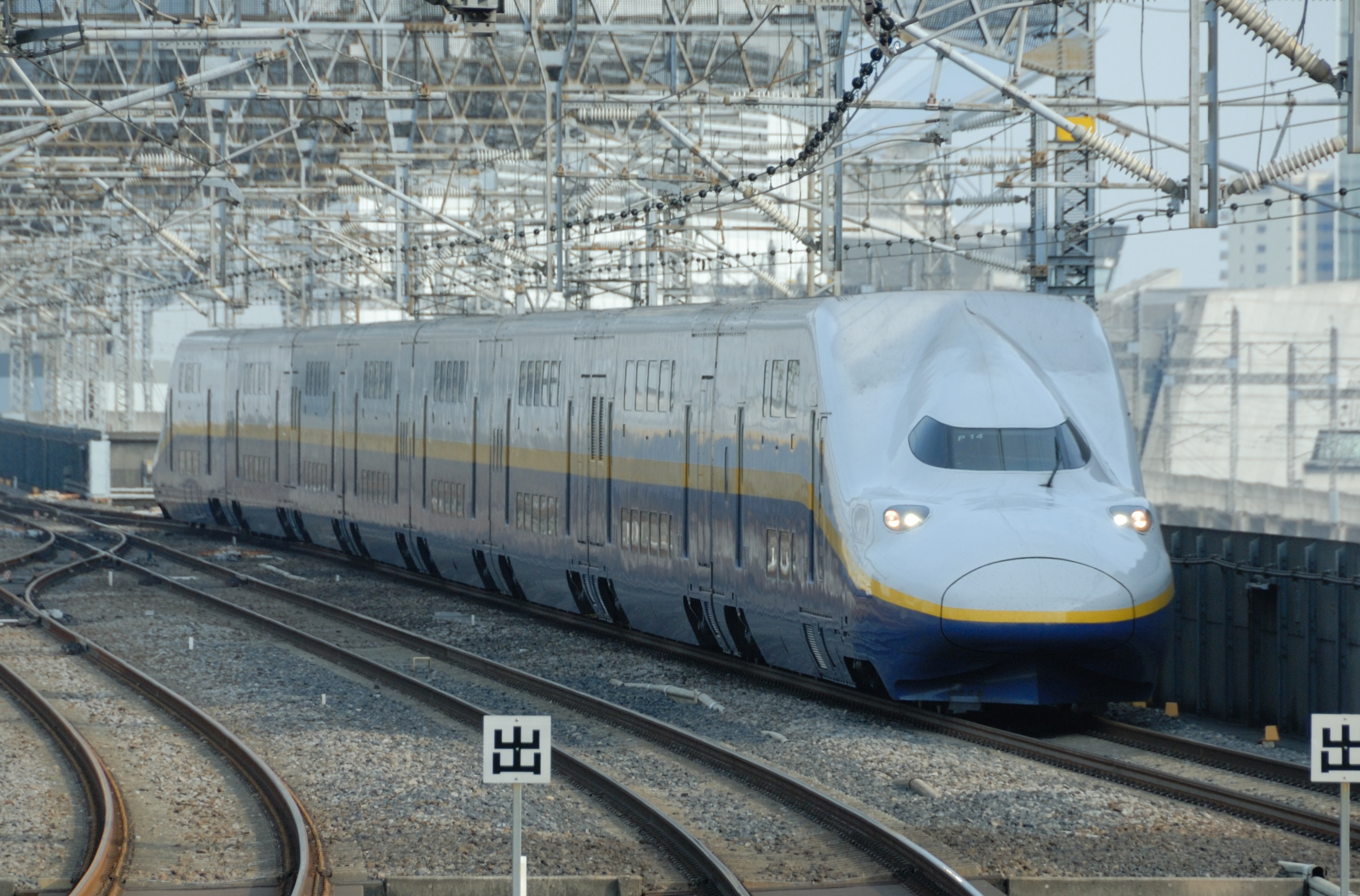
Một tàu thế hệ E4 series
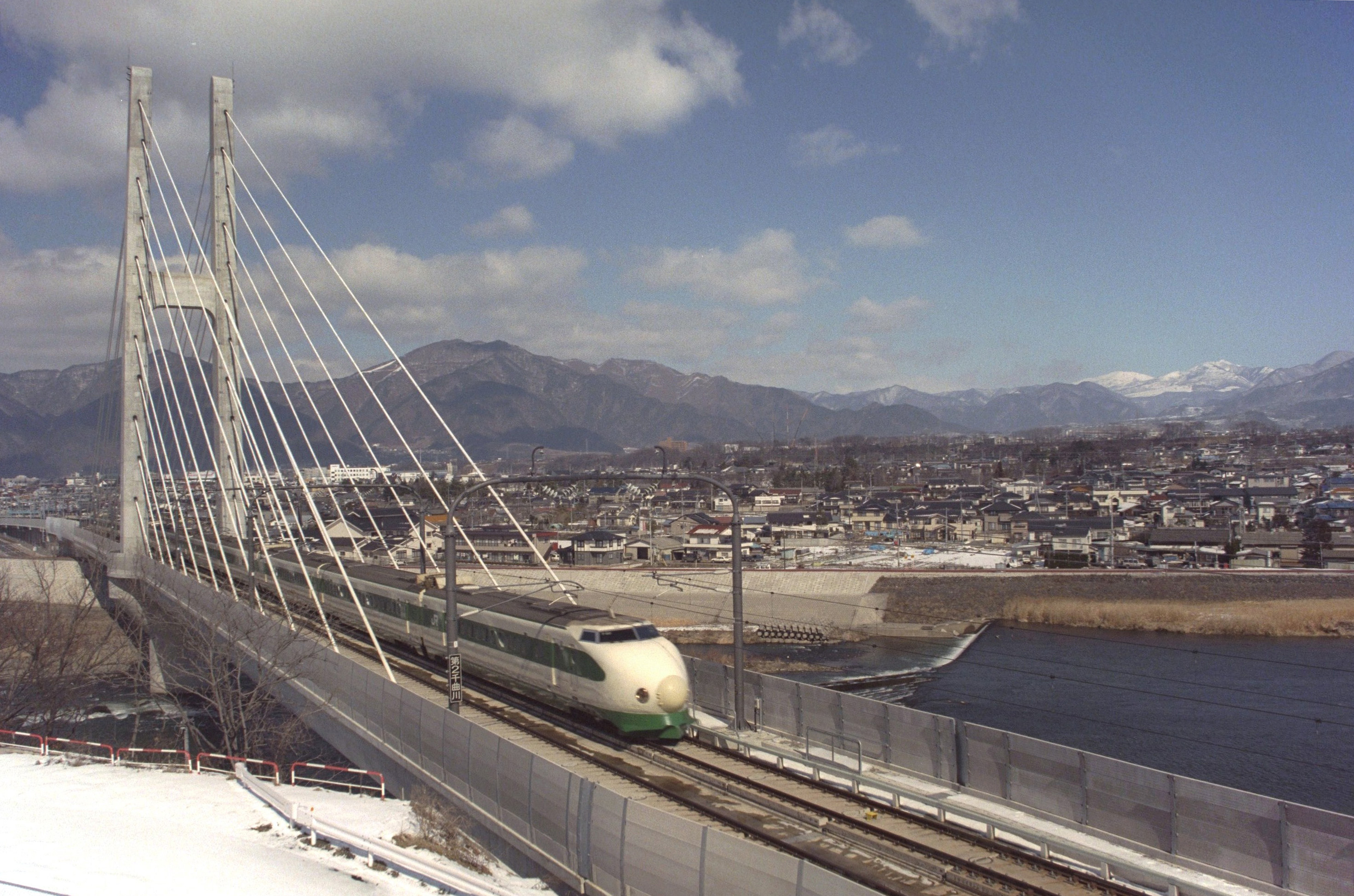
Biến thể F80 trên tuyến Nagano Shinkansen, chuyến Asama vào tháng 2 năm 1998

## Lịch sử

### Nagano Shinkansen
Đoạn đầu tiên giữa Takasaki và Nagano mở cửa ngày 1 tháng 10 năm 1997, trong thời gian của Thế vận hội Mùa đông 1998 ở Nagano.
Giữa tháng 5 năm 2012 và tháng 3 năm 2014, các sàn chờ nhà ga trên tuyến Nagano Shinkansen được mở rộng phần mái để phù hợp với tàu thế hệ E7 series 12 toa gia nhập đội tàu từ tháng 3 năm 2014. Tuyến Hokuriku Shinkansen mở rộng từ Nagano tới Kanazawa mở cửa vào tháng 3 năm 2015. Đoạn mở rộng dài 113 km Kanazawa tới Tsuruga được phê duyệt xây dựng vào tháng 6 năm 2012.
Từ thời điểm thay đổi giờ tàu vào ngày 15 tháng 3 năm 2014, độ tàu E7 series được ra mắt cho các chuyến Asama. Ban đầu là 7 chuyến khứ hồi mỗi ngày, sau đó được tăng thành 11 chuyến khứ hồi mỗi ngày từ 19 tháng 4 năm 2014.

### Mở rộng ra ngoài Nagano

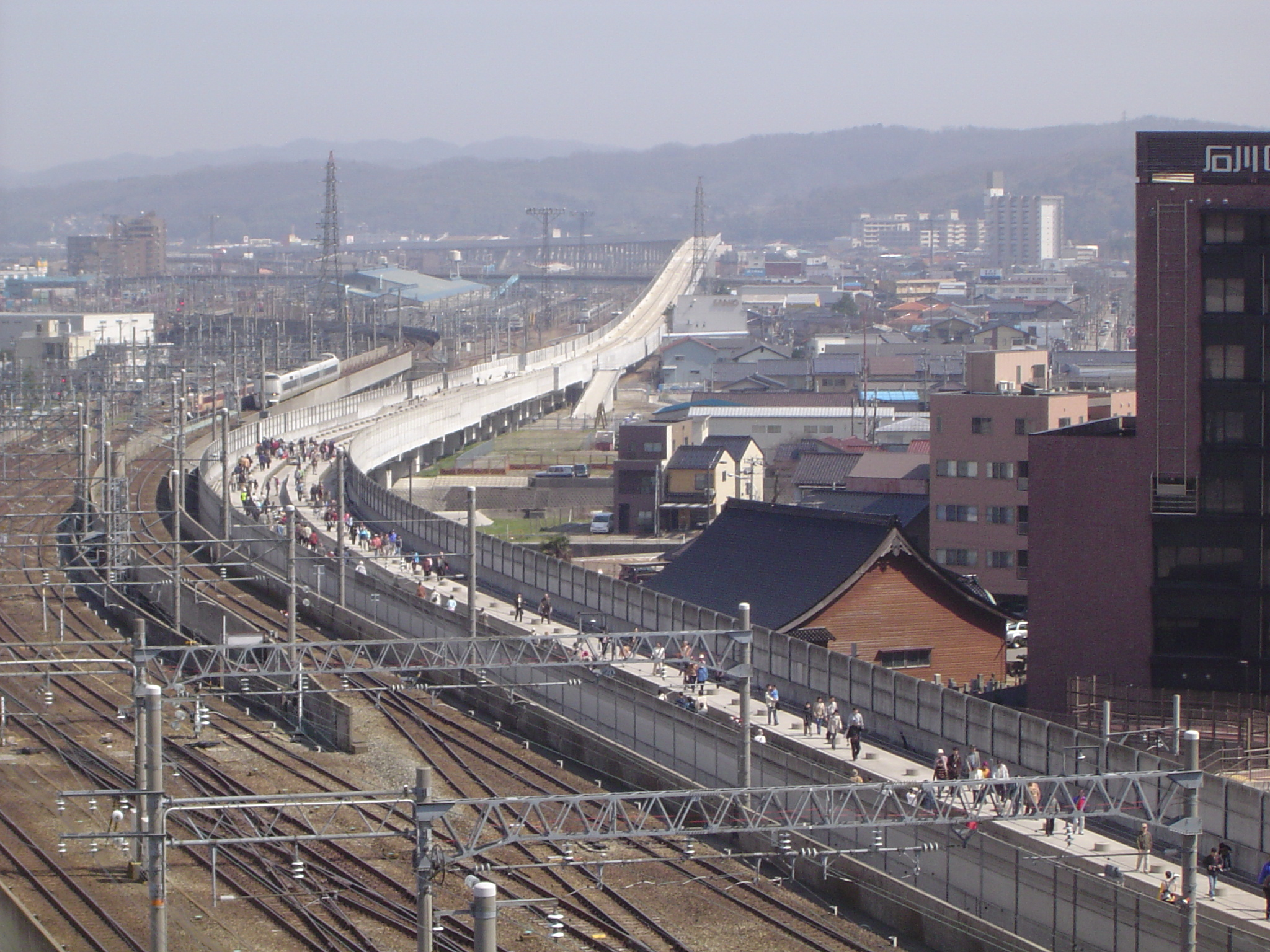
Thi công xây dựng đoạn mở rộng cho tuyến Hokuriku Shinkansen gần Ga Kanazawa vào tháng 3 năm 2008

Việc mở rộng từ Nagano tới Kanazawa được hoàn thành vào ngày 24 tháng 5 năm 2014. Khi dịch vụ bắt đầu vào tháng 3 năm 2015, đi lại giữa Tokyo và Toyama được rút ngắn đi khoảng 2 giờ, với Kanazawa rút ngắn thêm được 30 phút nữa. Việc phê duyệt cuối cùng để bắt đầu xây dựng tới Fukui là vào tháng 12 năm 2011, cùng với việc sửa đổi hoạt động cho Ga Fukui đã được tiến hành trong nhiều năm do dự đoán sẽ mở rộng. Đoạn kéo dài tới Tsuruga được phê duyệt vào ngày 30 tháng 6 năm 2012, và dự kiến ra mắt vào năm tài chính 2022. Kể từ Ga Jōetsumyōkō, tuyến được điều hành bởi Công ty đường sắt Tây Nhật Bản (JR West) thay cho Công ty đường sắt Đông Nhật Bản (JR East).

### Chạy thử
Việc chạy thử trên đoạn của JR East từ Nagano tới Kurobe-Unazukionsen tiến hành vào ngày 1 tháng 12 năm 2013, sử dụng tàu kiểm thử tốc độ chậm "East i". Từ 6 tháng 12, bắt đầu sử dụng tàu 10 toa thế hệ E2 series để chạy thử, và tăng giới hạn tốc độ dần dần lên 260 km/h (160 mph). Việc chạy thử được tiếp tục cho tới cuối tháng 3 năm 2014. Chạy thử toàn tuyến giữa Nagano và Kanazawa (Hakusan Depot) bắt đầu từ 1 thán 8 năm 2014, sử dụng tàu kiểm thử "East i". Việc chạy thử sử dụng tàu thế hệ W7 series được thực thiện vào ngày 5 tháng 8 năm 2014, bắt đầu với tốc độ chậm trên đoạn của JR West quản lý từ Kanazawa tới Jōetsumyōkō.

## Kế hoạch tương lai

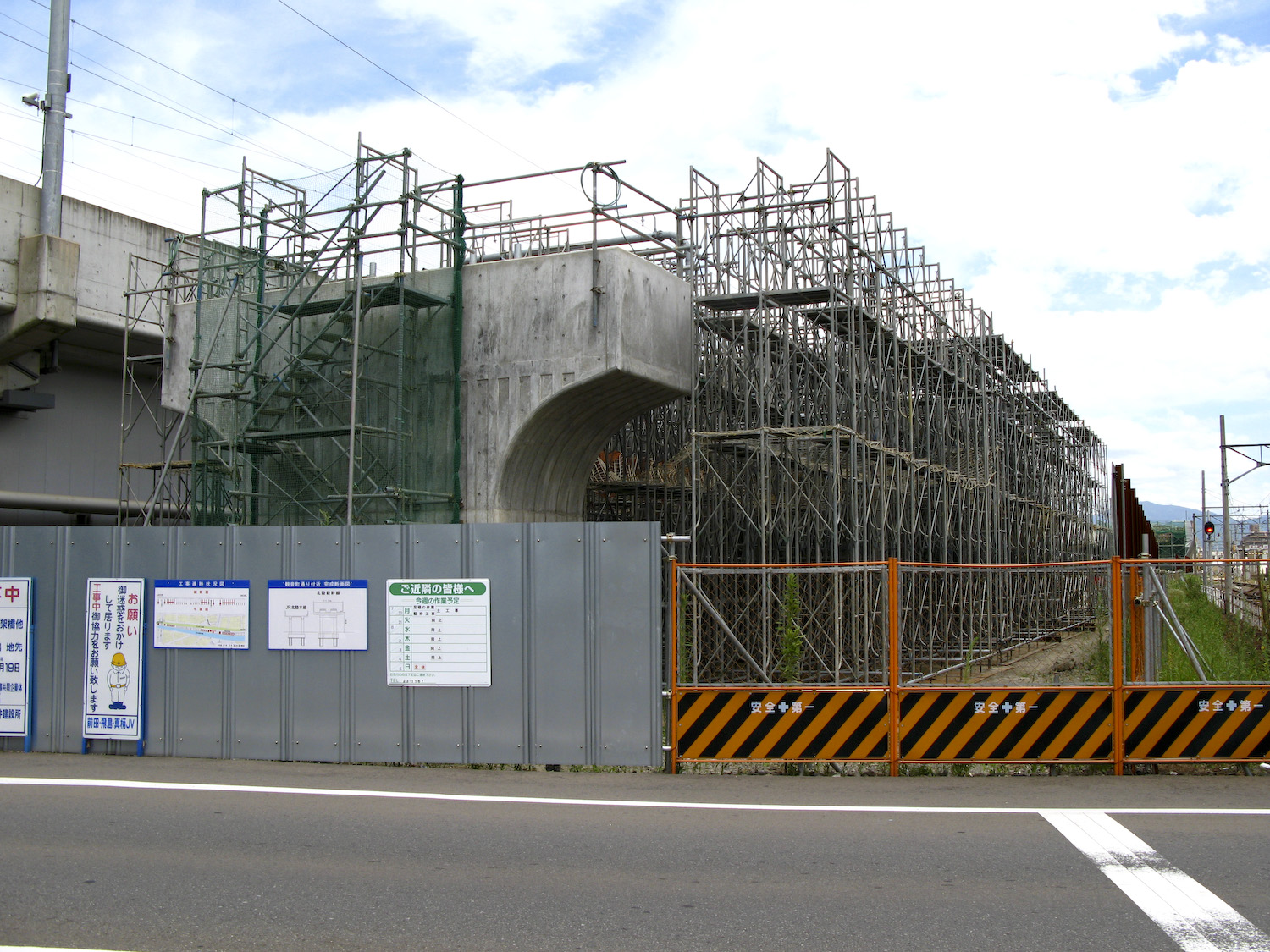
Construction of the Hokuriku Shinkansen near Fukui Station in August 2007

Đoạn cuối cùng từ Tsuruga tới Osaka đã hoàn thành vào ngày 20 tháng 12 năm 2016 có tên là Đoạn 'Obama-Kyoto. Bốn lựa chọn mở rộng dưới đây vẫn đang được khảo sát đánh giá, lựa chọn thứ 5 được đưa ra bởi chính quyền địa phương.
1. Maibara Route (米原ルート (Mễ Nguyên)?): Xây dựng một đường ray shinkansen chuẩn đi tới Ga Maibara. Nó dài bằng một phần ba chiều dài của đường Obama Route, giúp giao thông thuận lợi hơn về hướng Kyoto và Nagoya. Nó sẽ dẫn đến thời gian di chuyển đến Osaka dài hơn các cách khác, và các tàu sẽ phải dùng chung đường ray hiện tại, vốn hoạt động gần hết công suất của tuyến Tokaido Shinkansen giữa Maibara và Shin-Osaka.
2. Kosei Route (湖西ルート (Hồ Tây)?): Không cần xây dựng thêm đường ray; thay vào đó, nâng cấp Tuyến Kosei đi tới Kyoto, bằng cách sửa lại khổ đường ray nhằm đáp ứng các tàu Mini-Shinkansen, hoặc sử dụng các tàu thiết kế chạy được với nhiều loại khổ ray - Gauge Change Train (GCT). Đây là phương án tiết kiệm chi phí nhất, tuy nhiên tốc độ tối đa của tàu bị giới hạn ở mức 160 km/h (100 mph) và do đó thời gian di chuyển sẽ kéo dài hơn so với các đoạn khác.
3. Obama Route (小浜ルート (Tiểu Banh)?): Được đề xuất lần đầu vào 1973,[13] phương án này bao gồm việc xây mới toàn bộ một tuyến shinkansen chuẩn giữa Obama và Kameoka. Đây sẽ là tuyến ngắn nhất đi tới Osaka, nhưng lại đắt đỏ nhất (chi phí xây dựng vào khoảng 1 nghìn tỷ yên), và tuyến cũng không đi qua Kyoto.
4. Obama-Kyoto Route (小浜・京都ルート (Tiểu Banh・Kinh Đô)?): phương án được đưa ra lần đầu vào tháng 8 năm 2015, bao gồm đề xuất Obama Route ở trên (mạn phía Tây) và xây dựng một tuyến shinkansen mạn phía Nam để liên kết với tuyến Tokaido Shinkansen ở Kyoto. Việc đi qua Kyoto của tuyến được cho là sẽ thu hút thêm hành khách cũng như khách du lịch.[13]
5. Maizuru Route (舞鶴ルート (Vũ Hạc)?): Đưa ra với chính trị gia Kyoto, đề xuất của ông Shoji Nishida là từ Tsuruga, thông qua Obama, tới Maizuru và hướng đông-nam tới Kyoto, mạn phía đông Osaka và Sân bay Quốc tế Kansai.[18] Lựa chọn này không đòi hòi chi phí tuy nhiên sẽ trở thành đắt nhất nếu như xét về tính mở rộng. Phương án này nếu thực hiện sẽ thúc đẩy phát triển cho vùng Maizuru dựa theo chính sách của Chính phủ Quốc gia, cùng với khu quân sự Maizuru Maritime Self-Defence Force Base và một vài các nhà máy điện nguyên tử sẽ thúc đẩy việc giao thông trên tuyến. Lựa chọn mở rộng về phía Nam của Kyoto đi tới một ga Osaka mới (năm ở Đông Nam của Osaka) và Sân bay Quốc tế Kansai được cho là sẽ chia sẻ được lưu lượng giao thông cho Tuyến Tokaido.

Một ủy ban chính phủ cân nhắc việc sẽ chọn phương án nào từ tháng 4 năm 2016 to rút ngắn lựa chọn về 3 phương án từ Tsuruga đến Kyoto và 2 phương án từ Kyoto đến Shin-Osaka (một tuyến phía bắc qua Minoh và tuyến phía nam qua Kansai Science City). Vào ngày 6 tháng 3 năm 2017, chính phủ công bố lựa chọn phương án từ Kyoto đến Shin-Osaka là sẽ đi qua Kyotanabe, và một ga khác ở Matsuiyamate trên Tuyến Katamachi. Đã có thảo luận trước đây về việc định tuyến đường đến Tennoji, một ga cuối ở đông nam Osaka, cho phép mở rộng tuyến tới ga Kansai Airport.

### Kế hoạch tạm thời
Để duy trì doanh thu của tuyến Hokuriku Shinkansen tới các ga nằm về phía Tây Tsuruga cho tới khi đoạn kết nối đến Osaka được hoàn thành, JR West đang phối hợp với đối tác Talgo để phát triển một loại tàu chạy được đa loại khổ đường ray - Gauge Change Train (CGT), và đa điện lưới: phù hợp với dòng xoay chiều 25 kV cho các tuyến Shinkansen nói chung và dòng một chiều 1,5 kV cho các tuyến đường sắt thường. Tàu 6 toa chạy thử trên tuyến Hokuriku Shinkansen và khổ 1067 mm của các Tuyến Hokuriku và Kosei vào năm 2017. Cũng trong khuôn khổ của dự án này, JR West đang xây dựng các đoạn thử nghiệm với mục đích xây dựng được một hệ thống chuyển ray 180m tại ga Tsuruga.

## Các tuyến tàu thường có chạy song song với tuyến Hokuriku Shinkansen
Với việc khai trương đoạn đầu tiền của tuyến Nagano Shinkansen vào tháng 10 năm 1997, đoạn chạy song song (khổ hẹp) của Tuyến Shinetsu Chính từ Karuizawa đến Shinonoi đã được chuyển giao điều hành từ JR East sang công ty Shinano Railway, và trở thành Tuyến đường sắt Shinano.
Về việc mở rộng tuyến Hokuriku Shinkansen về phía Bắc của Nagano vào ngày 14 tháng 3 năm 2015, đoạn chạy song song đã được chuyển giao từ các công ty chịu quản lý của JR sang các công ty TNHH có một thành viên nhà nước hoặc tỉnh có tuyến đường sắt đi qua quản lý. Tổng chiều dài 252,2 km (156,7 mi) đoạn giữa Nagano và Kanazawa được chuyển giao cho 4 công ty vận hành, bao gồm 75,0 km (46,6 mi) đường sắt của Tuyến Shinetsu Chính giữa Nagano và Naoetsu, 177,2 km (110,1 mi) đường sắt của Tuyến Hokuriku Chính giữa Naoetsu và Kanazawa. Chi tiết về bốn công ty được chuyển giao vận hành cùng tên tuyến mà các công ty này quản lý được liệt kê dưới đây.
| Đoạn                  | Chiều dài (km) | Tên tuyến cũ         | Công ty quản lý cũ | Ngày chuyển giao    | Tên tuyến mới                      | Công ty quản lý mới     |
| --------------------- | -------------- | -------------------- | ------------------ | ------------------- | ---------------------------------- | ----------------------- |
| Karuizawa - Shinonoi  | 65,1           | Tuyến Shinetsu Chính | JR East            | 1 tháng 10 năm 1997 | Tuyến đường sắt Shinano            | Shinano Railway         |
| Nagano - Jōetsumyōkō  | 37,3           | Tuyến Shinetsu Chính | JR East            | 14 tháng 3 năm 2015 | Tuyến Shinano Railway Kita-Shinano | Shinano Railway         |
| Jōetsumyōkō - Naoetsu | 37,7           | Tuyến Shinetsu Chính | JR East            | 14 tháng 3 năm 2015 | Tuyến Myōkō Haneuma                | Echigo Tokimeki Railway |
| Naoetsu - Ichiburi    | 59,3           | Tuyến Hokuriku Chính | JR West            | 14 tháng 3 năm 2015 | Tuyến Nihonkai Hisui               | Echigo Tokimeki Railway |
| Ichiburi - Kurikara   | 100,1          | Tuyến Hokuriku Chính | JR West            | 14 tháng 3 năm 2015 | Tuyến đường sắt Ainokaze Toyama    | Ainokaze Toyama Railway |
| Kurikara - Kanazawa   | 17,8           | Tuyến Hokuriku Chính | JR West            | 14 tháng 3 năm 2015 | Tuyến đường sắt IR Ishikawa        | IR Ishikawa Railway     |